# Forro (arquitetura)
O forro é um sistema arquitetônico que tem como funções práticas promover a diminuição do volume do ambiente, ajudando na circulação cruzada, ser suporte para esconder instalações, promover isolamento térmico e acústico. Como funções estéticas dar acabamento em lugares onde o telhado é exposto e criar detalhes arquitetônicos sofisticados. O forro pode ser estruturado conforme a sua função usando diversos tipos de materiais.

## História
No Brasil o forro tem origem já no período colonial, com a vinda de portugueses. A Arquitetura colonial do Brasil tem diversas características e modos construtivos originados nesse período. O forro dessa época compartilha as mesmas funções de hoje, no entanto o que difere são os materiais utilizados e a capacidade de execução devido a mão de obra e tecnologia de execução. Os forros de baixo custo, mas de confecção elaborada, eram de um tipo de planta chamada taquara, da qual eram feitas grandes esteiras para o forramento do teto. O uso mais comum para acabamento de teto em residências era o teto plano com os devidos acabamentos de bordas chamados de sanca quando em 45° ou roda teto quando posto na perpendicular. De modo geral o acabamento do teto no período colonial utilizava madeiras pareadas com largura entre 20 e 27 cm, com espessuras pré-definidas e entalhes que permitiam os encaixes, feitos conforme a especialidade de quem os fazia, e por isso variavam tanto de estilo. Nas obras mais sofisticadas de grande porte, como salões e casas grandes, onde tanto o pé-direito quanto a estrutura permitiam, o teto assumia a forma de abobada ou esquife, também chamado de caixão ou gamela. A Gamela é confecciona com a junção 5 cinco planos distintos formados pelo encaixe das tábuas formando os grandes painéis em que 4 quatro deles são em 45° e um paralelo ao piso. Nas obras com mais investimento financeiro como igrejas, a parte do teto era exposta como uma grande obra de arte, emoldurada. Para manter a perspectiva usava-se a forma abobadada como opção. Esse tipo de construção bem mais elaborada usava estrutura própria, em alguns casos incorporando caixotões com molduras. A confecção dessas molduras era elaborada com formato de grandes caixotes de  madeira de lei, com diâmetro de 7 polegadas aproximadamente. Dependendo da função o teto era decorado com pinturas elaboradas ou simplesmente pintado com cal ou pigmentada. Manter as características de materiais naturais era fundamental, em virtude disso em alguns casos usava-se uma técnica que mantinha as características da madeira mesmo após a pintura, ou elaborava-se uma pintura com textura de pedra, chamada de faiscada.